# Ryo Hatsuse
Ryo Hatsuse (初瀬 亮 Hatsuse Ryo?), född 10 juli 1997, är en japansk fotbollsspelare.
I maj 2017 blev han uttagen i Japans trupp till U20-världsmästerskapet 2017.